# Максим (император)
Вижте пояснителната страница за други личности с името Максим.
Гай Юлий Вер Максим (Gaius Julius Verus Maximus) е син на римския император Максимин Трак и Цецилия Паулина, провъзгласен от баща си за съимператор.
След като Максимин Трак е издигнат за император от легионите в Германия през 235 г., той провъзгласява своя син Максим за цезар. Те властват съвместно от 236 г. до 238 г., въпреки че младият Максим изглежда няма никакво реално участие в управлението на империята.
Убит заедно с баща си при обсадата на Аквилея от собствените им войници (април-май 238 г.).